# Embid
Embid bezeichnet einen Ort und eine Gemeinde (municipio) mit 33 Einwohnern (Stand: 2024) im Nordosten der Provinz Guadalajara in der Autonomen Gemeinschaft Kastilien-La Mancha in Zentralspanien. 

## Lage
Embid liegt im Iberischen Gebirge im Osten der Provinz Guadalajara in einer Höhe von 1075 m. Die Entfernung zur westsüdwestlich gelegenen Provinzhauptstadt Guadalajara beträgt ca. 100 Kilometer (Fahrtstrecke).

## Bevölkerungsentwicklung
| Jahr      | 1960 | 1970 | 1981 | 1991 | 2001 | 2011 | 2021 |
| Einwohner | 199  | 115  | 91   | 78   | 64   | 53   | 33   |

## Sehenswürdigkeiten

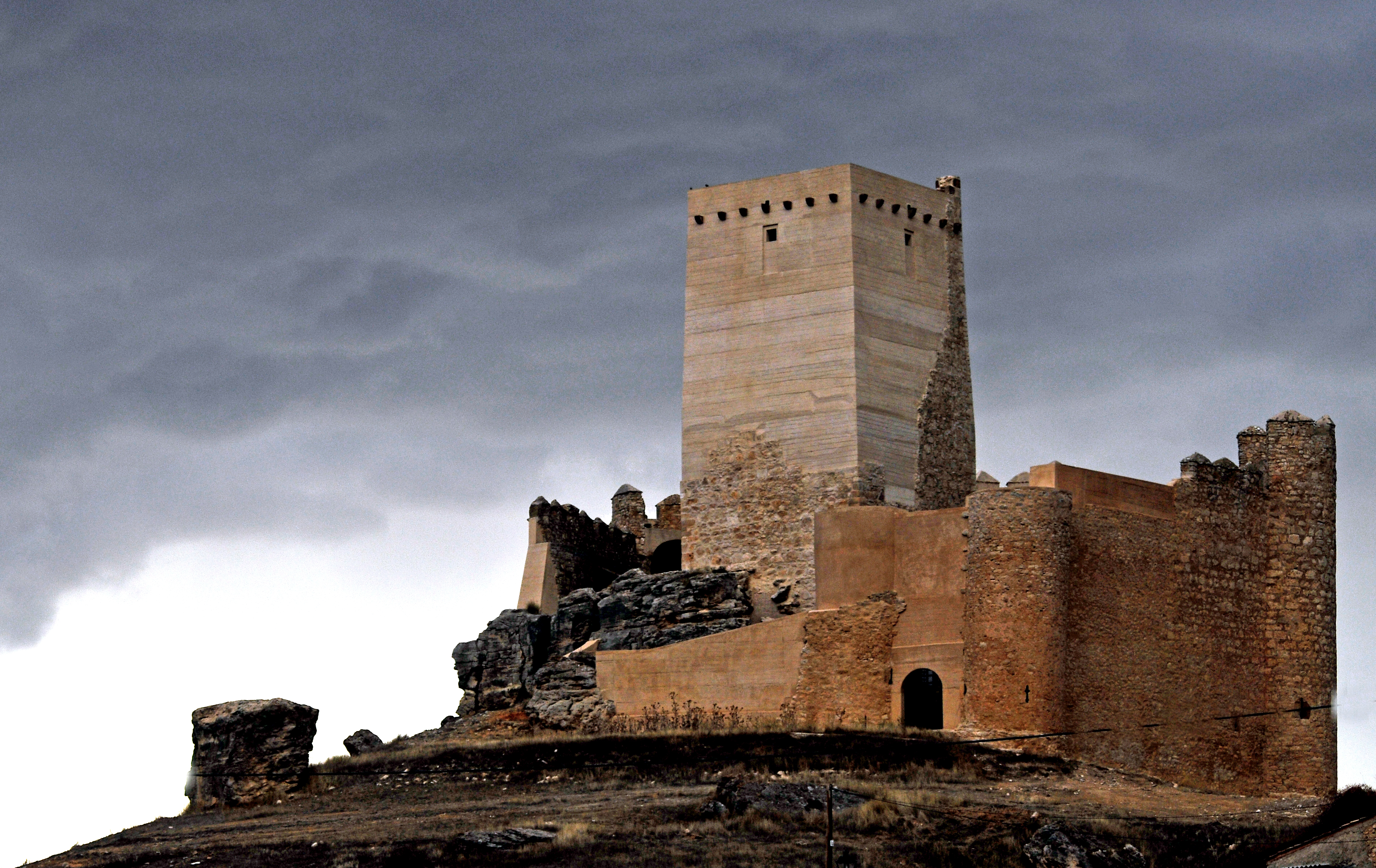
Burg Embid
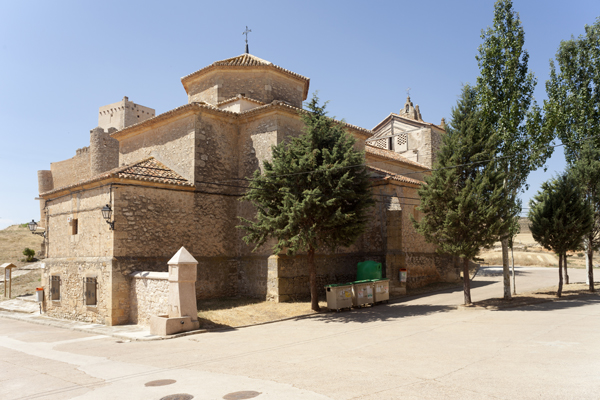
Katharinenkirche

- Burg Embid
- Katharinenkirche